# 津村大志
津村 大志（つむら たいし、2001年4月30日 - ）は、ジャパンラグビーリーグワンリコーブラックラムズ東京に所属するラグビー選手。

## プロフィール
- 大阪府出身[1]。
- ポジションはプロップ(PR)[2]。
- 身長 174 cm、体重 108 kg
- U17日本代表に選ばれたことがある。

## 略歴
2020年、御所実業高校卒業後、帝京大学に入る。なお御所実業高校時代、高校日本代表候補に選ばれたことがある。
2024年、アーリーエントリーでリコーブラックラムズ東京に加入。同年5月5日に行われたJAPAN RUGBY LEAGUE ONE第16節トヨタヴェルブリッツ戦にて先発出場でリーグワン公式戦初出場を果たした。同年6月、ガンガーリンに留学。